# فلای داماس
فلای داماس (عربی: فلاي داماس) شرکت هواپیمایی سوری است، که در سال ۲۰۱۳ تأسیس شد.